# Netscape
Netscape var ett företag som grundades av Jim Clark, Marc Andreessen och Lou Montulli 4 april 1994.  
Andreessen utvecklade även den första grafiska webbläsaren Mosaic och möjliggjorde en spridning av internet till en bred användargrupp. Andreessen utvecklade Mosaic på ett datorcenter vid University of Illinois, där han arbetade extra. När teknikentreprenören Jim Clark hörde talas om Mosaic övertalade han Andreessen att starta ett företag tillsammans med honom för att skapa en ny och bättre webbläsare. Clark och Andressen blev därmed bland de allra första att försöka kapitalisera på webbvärlden som fortfarande låg i sin linda. Det nya program som de skapade var Netscape Navigator (NN) vilket kom att bli den mest populära webbläsaren under 1990-talet. Sommaren 1995 hade Netscape enligt vissa mätningar så mycket som 80 procent av marknaden. När Netscape börsintroducerades 9 augusti 1995 fördubblades värdet på aktien under dess första dygn. Netscape hade då funnits ett år och värderades till tre miljarder amerikanska dollar, men hade ännu inte gjort någon vinst. Netscapes börsintroduktion kan ses som starten på IT-bubblan. Under 1995 fortsatte Netscapes aktie att stiga och från att vid börsintroduktionen legat på ett värde av 28 amerikanska dollar låg en Netscapeaktie vid slutet av 1995 på 174 dollar.
Framgången på börsen gjorde att många investerare fick upp ögonen för den nya internetekonomin och pengar började flöda in i nystartade internetbolag. Marc Andreessen blev en internationell frontfigur för den gryende internetekonomin och hamnade bland annat på framsidan av Time Magazine.
Utöver webbläsaren har Netscape utvecklat en tidigare mycket populär webbserver. Netscape köptes upp av America Online i mars 1999. Företaget Netscape förknippas nästan helt med sin webbläsare eftersom den varit deras huvudsakliga produkt. Netscapes webbläsare har fortsatt att utvecklas, version 9 släpptes under 2007. Sedan version 6 har den baserats på källkod från Mozilla. 

## Netscapes fall
Framgången för Netscape blev dock kortvarig och början på slutet för företaget kom redan när Microsoft lanserade Internet Explorer hösten 1995.
Till en början kostade webbläsaren Netscape Navigator pengar, men efter att Microsoft började dela ut Internet Explorer gratis med operativsystemet Windows tvingades även Netscape ge ut sitt program gratis. Trots detta krympte Netscapes andel snabbt; Internet Explorer kom automatiskt med operativsystemet Windows, som överlägset dominerade marknaden för persondatorer, medan Netscape Navigator behövde installeras. En avgörande faktor var när IE 5 lanserades 1999, då Internet Explorer hade blivit tillräckligt bra för att det extra steg som krävdes för att installera en annan webbläsare blev för arbetskrävande för den lilla upplevelseskillnaden mellan de olika programmen.[källa behövs]